# Na Vyhlídce
Na Vyhlídce je vrchol v České republice ležící v pohoří Železné hory a na území stejnojmenné chráněné krajinné oblasti.

## Poloha
Vrch Na Vyhlídce se nachází v jihovýchodní části Železných hor asi 2,5 km severozápadně od Nasavrk a asi 6 km jižně od Slatiňan. Jedná se o vrchol kuestového typu, kdy severní svah je díky hlubokému kaňonu řeky Chrudimky velmi prudký a s velkým převýšením a naopak severní svah je pozvolný a klesající do velké vzdálenosti.

## Vodstvo
Vrch se nachází v povodí řeky Chrudimky, která protéká přímo pod jeho jižním a východním svahem. V pozvolném severním svahu se na Slavickém potoku a jeho přítocích nachází několik nevelkých rybníků, z nichž Boušovka je díky výskytu růžové formy leknínu bílého chráněn jako přírodní památka.

## Přírodní poměry
Prostor samotného vrcholu není zalesněn a nachází se zde nevelké pole, které je obklopené vzrostlým převážně listnatým lesem. Díky tomu je z vrcholu pouze omezený rozhled východním směrem. Souvislé zalesnění vrchu je dále narušeno pastvinami pro koně v severním svahu. Ten je z velké části nepřístupný díky oplocení Slavické obory. V jižním prudkém svahu se nacházejí četné mrazové sruby a lokalita je chráněna v rámci přírodní rezervace Krkanka.

## Stavby
Severně od vrcholu se v areálu Slavické obory nachází statek sloužící hříbárna starokladrubských vraníků. Do západního svahu zasahuje zástavba osady Slavice.

## Komunikace
Přímo na vrchol žádná cesta nevede. Do jeho blízkosti je možné se dostat po asfaltové komunikaci spojující osadu Slavice se statkem na území stejnojmenné obory. Na jejím území se pak nacházejí četné neveřejné obslužné cesty. Nekvalitní lesní cesta též sleduje hranu kaňonu Chrudimky jižně od vrcholu. Západním svahem je vedena žlutě značená turistická trasa 7339 spojující Slatiňany a Horní Bradlo.